# 7334 Sciurus
7334 Sciurus eller 1988 QV är en asteroid i huvudbältet som upptäcktes den 17 augusti 1988 av den tjeckiske astronomen Antonín Mrkos vid Kleť-observatoriet i Tjeckien. Den är uppkallad efter Trädekorrens latinska namn Sciurus.
Asteroiden har en diameter på ungefär 4 kilometer och den tillhör asteroidgruppen Vesta.